# Timbre de rouleau des États-Unis

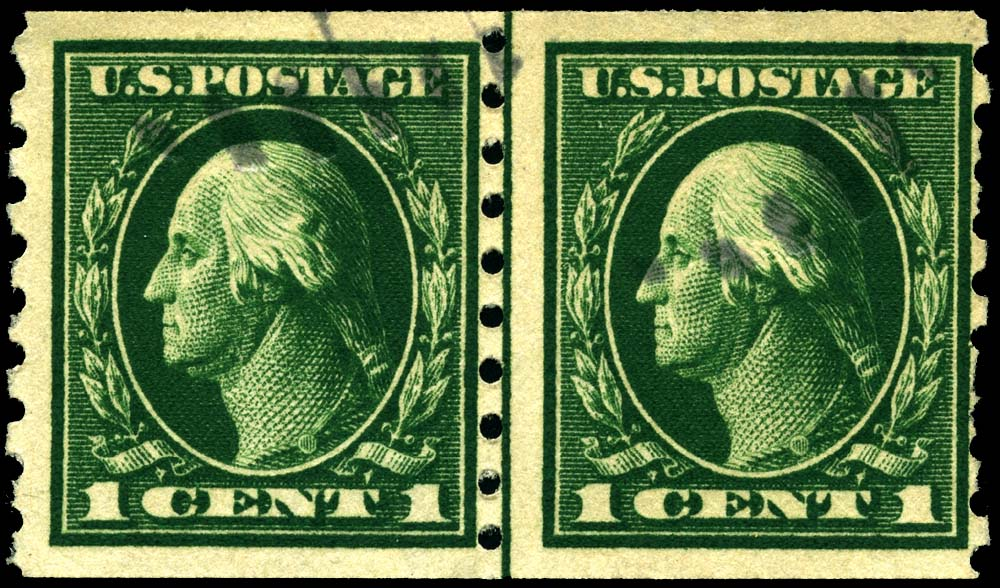
Une paire verticale de timbres de rouleau d'un cent vert « George Washington », type de 1908.

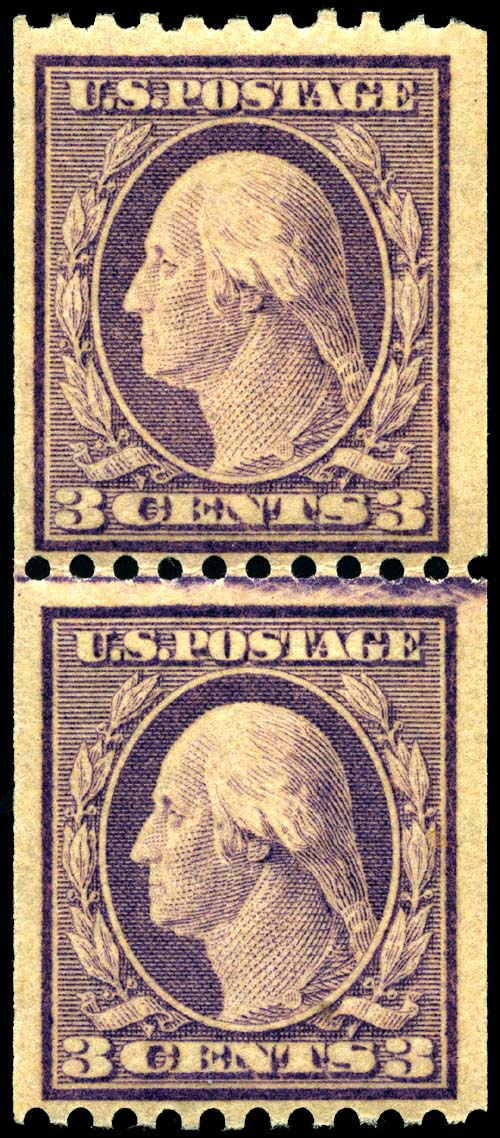
Une paire horizontale de timbres de rouleau de trois cents violet « George Washington », type de 1916.

Aux États-Unis d'Amérique, des timbres-poste de rouleau sont émis par l'United States Postal Service depuis 1908 et l'introduction de distributeurs automatiques de timbres-poste.

## Historique
Dans la seconde moitié du XIXe siècle, des inventeurs travaillent à des machines qui découpent, humidifient et fixent un timbre-poste (alors non dentelé) sur une enveloppe en le tirant d'une bande horizontale ou verticale débitée d'une feuille. Le 18 mai 1858, George K. Snow dépose le premier brevet pour une telle machine. 
Cependant, la manutention induite par la découpe des feuilles achetées au bureau de poste limitent leur intérêt pour les utilisateurs, même si, dans les années 1900, à Chicago, Joseph J. Schermack et Arthur H. Pitney, en concurrence, inventent les premières machines électriques de préparation du courrier. Si Pitney obtient le succès commercial, Schermack a déposé son brevet en premier et va, à Détroit, améliorer son système en recherchant la dentelure appropriée au fonctionnement d'une machine automatique. Pour ce faire, il commande à l'USPS des feuilles non dentelées de timbres de 1 cent vert « Benjamin Franklin » et 2 cents carmin « George Washington »,.
En 1907, le Postmaster General George von Lengerke Meyer annonce l'installation de distributeur automatique de timbres-poste dans les bureaux de poste et les principaux lieux publics. Au premier trimestre, le Bureau of Engraving and Printing livre les premiers rouleaux - horizontaux et verticaux - de timbres destinés à ces machines, avec ou sans une perforation de douze dents au deux centimètres sur deux côtés, selon les besoins des différents fournisseurs d'automates. Sont utilisés les timbres d'usage courant d'un et deux cents, ainsi que le cinq cents bleu « Abraham Lincoln » au type utilisé depuis 1902.

### Sources et références
- Ken Lawrence, « Celebrate the centennial of U.S. coil stamps » [Célébrer le centenaire des timbres de rouleau des États-Unis], article publiée dans Scott Stamp Monthly n°26-6, juin 2008, pages 18-24. Après le récit des précurseurs (1858-1906), l'auteur étudie les différents rouleaux et timbres imprimés en 1908 grâce au Centre de ressource historique du Bureau of Engraving and Printing.

1. 1 2 3 4  Ken Lawrence, « Celebrate the centennial of U.S. coil stamps », article publiée dans Scott Stamp Monthly n°26-6, juin 2008, pages 18-24.
2. ↑  Les bords de feuille pouvant être collés pour former une bande plus longue que la ligne de timbres d'une feuille.
3. ↑  Type de 1902, couleurs et effigies d'après le catalogue Michel, Nord- une Mittelamerika, 2000, pages 934-935.
4. ↑  « endwise »
5. ↑  « sidewise »